# Grand River, Ohio
Grand River är en ort (village) i Lake County i Ohio. Vid 2010 års folkräkning hade Grand River 399 invånare.